# Muhammad Mian Mansoor Ansari
Muhammad Mian Mansoor Ansari, in urdu (مولانا محمد میاں منصور انصاری) (Anbetha, 10 marzo 1884 – Jalalabad, 11 gennaio 1946), è stato un filosofo e attivista indiano, di lingua urdu. Era membro del Movimento d'indipendenza indiano. Era nato in una nobile famiglia di Ansari in UP Saharanpur. Cresciuto nella casa di Allama Abdullah Ansari. Mansoor Ansari tornato al Darul-Uloom Deoband e gradualmente venne coinvolto nel movimento pan-islamico. Durante la prima guerra mondiale, fu tra i protagonisti della Scuola Deoband, guidata da Maulana Mahmud al Hasan, lasciò l'India per cercare il sostegno delle potenze centrali per una rivoluzione pan-islamica in India in quello che divenne noto come il Movimento Lettera di seta.

## Primi anni
Ha ricevuto la sua istruzione primaria a Madrasa-e Manba ul-Ulum, Gulaothi, dove suo padre era un dirigente scolastico. La laurea presso il Dar al-Ulum in A. H. 1321, ha lavorato come insegnante e dirigente scolastico in vari luoghi. Un anno prima che l'India divenisse libera (15 agosto 1947), moriva dopo trentun anni di esilio.

## Morte
Muhammad Mian Mansoor Ansari si ammalò gravemente e morì l'11 gennaio 1946 a Jalalabad (provincia di Nangarhar). Fu sepolto nel cimitero adiacente alla tomba dei suoi mentori a Laghman (Muhtharlam BaBa). (Laghman, Mutharam BaBa dista 35 km Distretto, Laghman, Afghanistan).